# Safita
Safita (àrab: صافيتا, Ṣāfītā) és una població del nord-oest de Síria, situada al sud-est de Tartús i al nord-oest del Crac dels Cavallers. Construïda en la cadena muntanyosa de la costa siriana (Jabal Bahra), s'estén sobre tres turons i les valls del mig. La població tenia 32.213 habitants el 2009.
Hi va haver en aquest lloc una ciutat fenícia i després un establiment cananeu. Els romans d'Orient tenien una fortalesa a l'est del poble que anomenaren Castell Blanc (en llatí Castrum Album), que els àrabs anomenen Burdj Safitha (Torre Safita), que dominava la ruta principal que anava d'Hamat a Tartús. El 1102, Ramon IV de Tolosa va conquerir aquests territoris que pertanyien als Banu Ammar de Trípoli; després de 4 anys de setge va conquerir Trípoli i els territoris de l'entorn hi foren agregats entre els quals estava Safita. Després, el 1118, un grup de templers comandats per Hug de Payens ampliaren la fortalesa. El 1132 els croats van construir fortaleses al Jabal Ansariyya per fer front als ismaïlites, que els van pagar tribut. El castell fou destruït en els terratrèmols que van durar 25 dies a partir del 29 de juny del 1170. Fou reconstruït amb dificultat però un altre terratrèmol el 1201 seguit d'una forta sacsejada el 20 de maig del 1202 va causar danys seriosos i només va resistir la capella. Al segle xiii, Safita era un encreuament que comunicava amb el Crak, Masyad i Rafaniyya. Qalawun va ocupar el castell el 1289 i en endavant Safita fou musulmana, primer mameluca i després otomana.
El 1788 va patir un altre terratrèmol greu. El 1854 Ismail Bey, un cap tribal, es va apoderar de Safita i es va proclamar mushir, aixecant els musulmans de la regió. Va morir el 1858 assassinat per un parent. Safita era un kada de l'Imperi Otomà i formava part del sanjaq de Tartús (junt amb els kada de Tell Kalah, Umraniya, al-Markab i Tartús). Dos terços dels seus habitants eren alauites. La municipalitat es va regir per la llei otomana del 5 d'octubre del 1877. El 1920 va passar a ser un districte del Gran Líban, format per 202 pobles amb 41.500 habitants (20.000 alauites) però el març del mateix any fou segregat del sanjaq de Tarabulus i agregat a l'Estat dels Alauites que el 29 de juny de 1922 va entrar a la Federació. L'1 de gener de 1925 va esdevenir capital d'un kada del sanjaq de Tartús. El 1925 es va produir un terratrèmol.